# Toukoto
Toukoto is een gemeente (commune) in de regio Kayes in Mali. De gemeente telt 7000 inwoners (2009).
De gemeente bestaat uit de volgende plaatsen:
- Bacoundian
- Badougou
- Madina-Foulah
- Salaké
- Toukoto
- Yélimané